# Zeno Robinson
Zeno Robinson (Los Angeles, 25 ottobre 1993) è un doppiatore statunitense.

## Doppiaggio

### Serie televisive d'animazione
- Vanitas in The Case Study of Vanitas
- Alan Albright in Ben 10 - Forza aliena e Ben 10: Ultimate Alien
- Superlega Nerolucido in One-Punch Man
- Remy Remington in I Greens in città
- Hunter e Derwin in The Owl House - Aspirante strega
- Andrias da giovane in Anfibia
- Goh in Esplorazioni Pokémon
- Carter in Craig
- Stratos in He-Man and the Masters of the Universe
- Ogun Montgomery in Fire Force
- Kiriya Nouzen in 86 - Eighty-Six
- Taichi Kabasawa in Odd Taxi
- Tai Kamiya in Digimon Adventure
- Principe Kelby in Cannon Busters
- Fuecoco e Crocalor di Roy in Pokémon
- Orso Bartholomew bambino in One Piece

### Live action
- Voce addizionale in Yu Yu Hakusho

### Videogiochi
- Fogado in Fire Emblem: Engage
- Dee Jay  in Street Fighter 6
- Junpei Iori in Persona 3 Reload
- Sethos in Genshin Impact